# Neaetha alborufula
Neaetha alborufula là một loài nhện trong họ Salticidae.
Loài này thuộc chi Neaetha. Neaetha alborufula được Lodovico di Caporiacco miêu tả năm 1949.